# カルロ・ボナヴィア
カルロ・ボナヴィア（Carlo Bonavia または Carlo Bonaria、1730年ころ生まれ、1788年以降に没）は、イタリアの画家である。ナポリで風景画を描いた。

## 略歴
生涯については殆ど知られていない。1754年から1788年の間、ナポリで働いたことが知られているが、ローマ出身であったと考えられている。1754年にナポリ王国の高官とローマで知り合い、ナポリの高官の邸の装飾をするためにナポリに招かれてナポリに移ったとされている。
サルヴァトル・ローザ(1615–1673)やレオナルド・コッコランテ(Leonardo Coccorante: 1680–1750)らが築いたナポリの風景画の伝統のなかで修行したが、1734年から20年間ほどイタリアに滞在していて主にローマで活動していたフランスの風景画家、クロード・ジョセフ・ヴェルネ(1714-1789)の弟子であったとされている。ボナヴィアはヴェルネと同じようにイタリアの風景の特徴を強調した風景画を描き、色使いもヴェルネのそれに近かった。当時イタリアを訪れる国外の上流階級の人々にナポリの風景画はよい記念品として購入され、また有力者のパトロンも得ることができた。
カルロ・ボナヴィアの作品はイギリスのダリッジ・ピクチャー・ギャラリーやアメリカのサンフランシスコ美術館やホノルル美術館、ナポリのカポディモンテ美術館などに収蔵されている。

## 作品

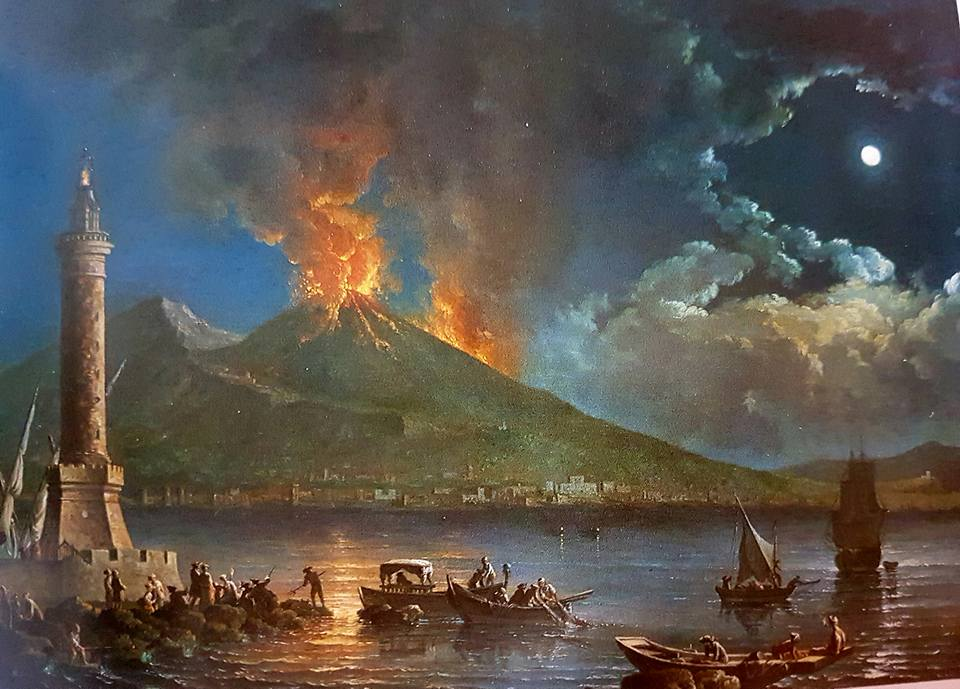
「ヴェスヴィオ火山の噴火」(1771)
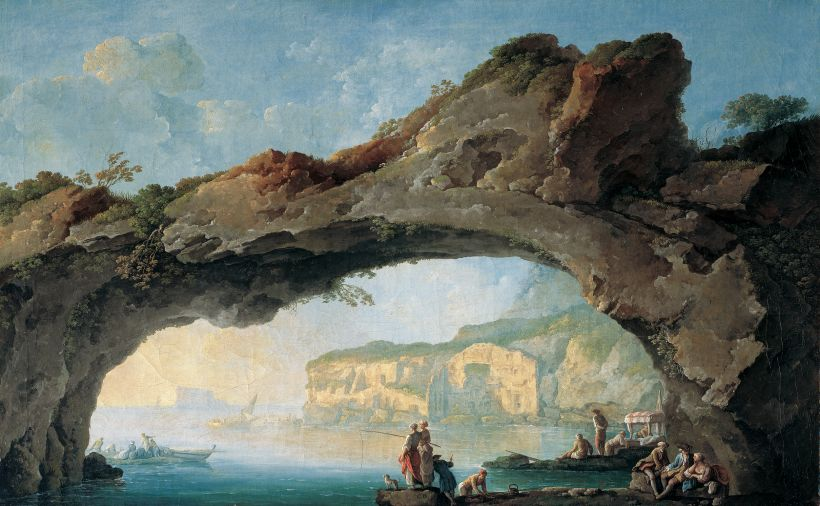
ネアペ近くの海の岩の門
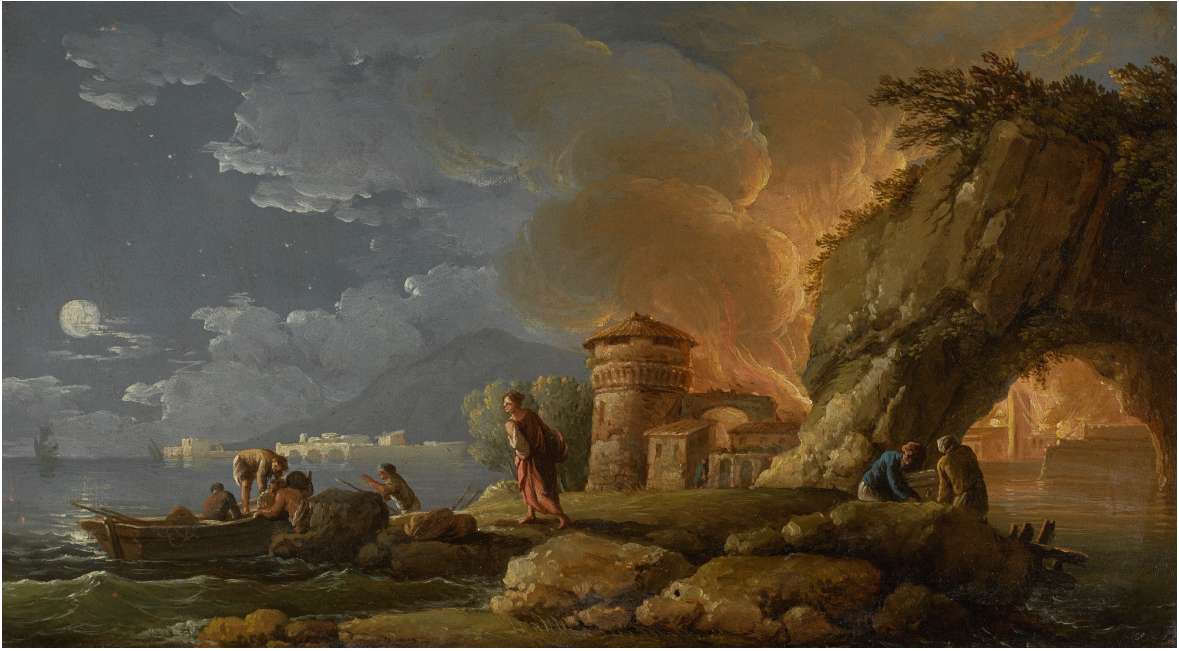
燃える街と海岸の風景
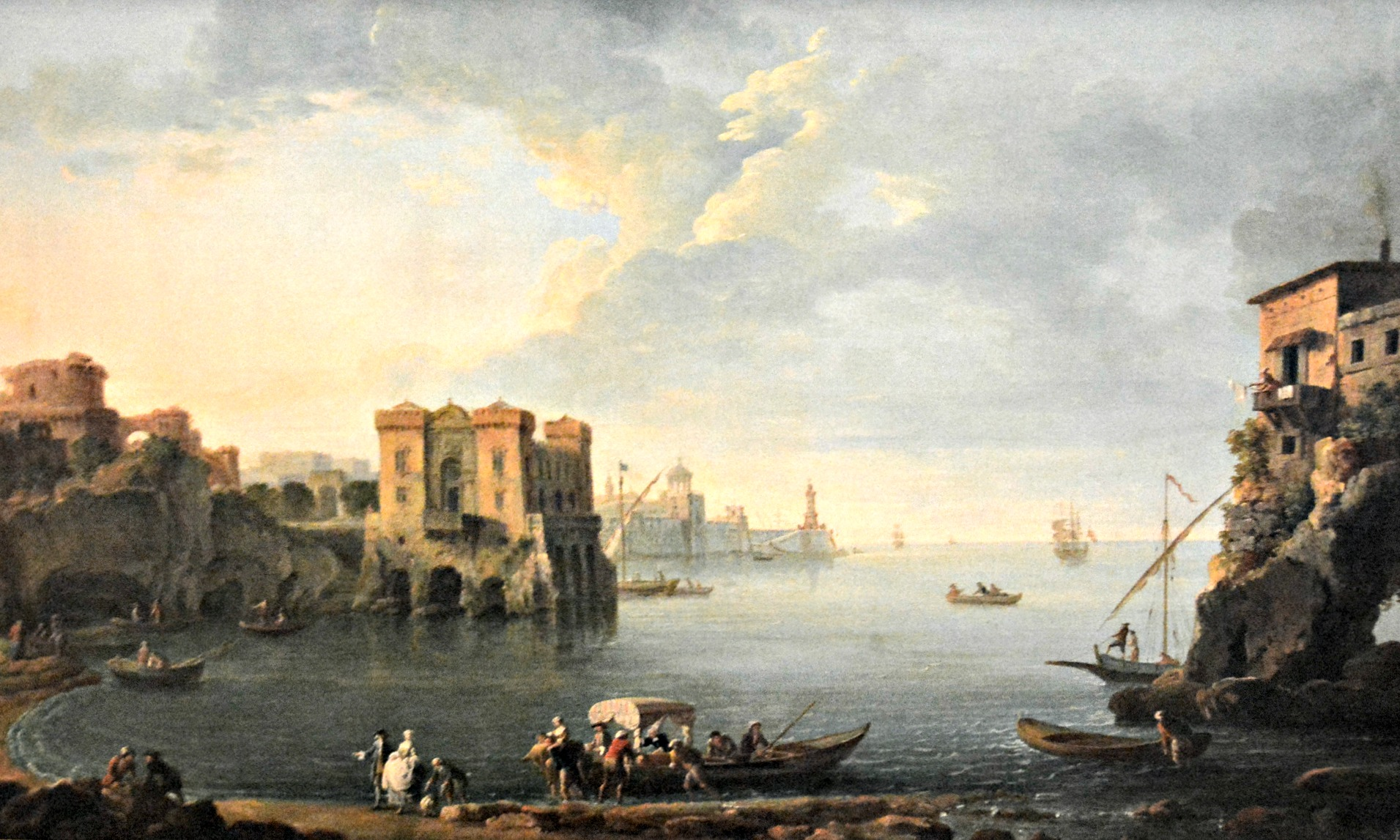
旅行者や猟師のいる海岸
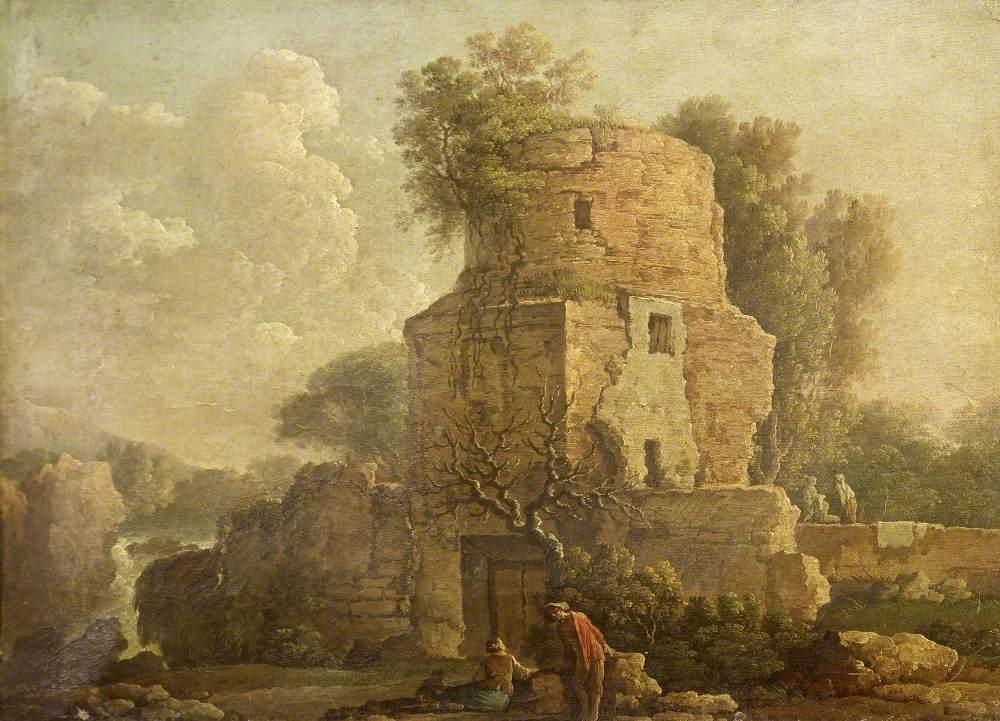
廃墟のある風景画
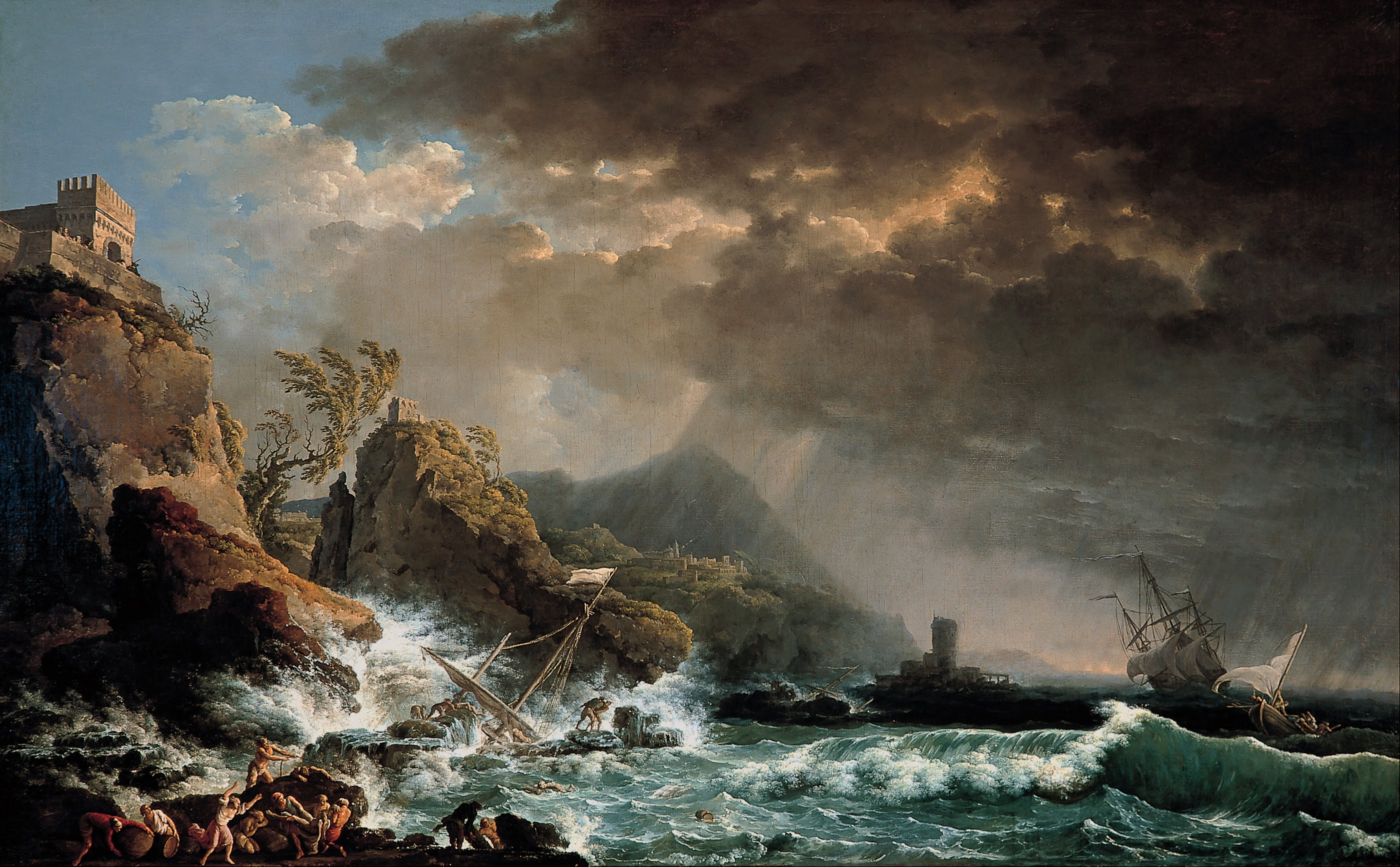
岩場の難破船